# Eosentomon transitorium
Eosentomon transitorium är en urinsektsart som beskrevs av Berlese 1908. Eosentomon transitorium ingår i släktet Eosentomon och familjen trakétrevfotingar. Arten är reproducerande i Sverige. Inga underarter finns listade i Catalogue of Life.